# Carlos Scala
Luís Carlos Scala Loureiro Júnior, noto semplicemente come Carlos Scala (Rio de Janeiro, 24 agosto 1972), è un ex giocatore di calcio a 5 brasiliano naturalizzato italiano.

## Biografia
In Brasile era noto come "Scala Júnior" o "Scalinha" per distinguerlo dal padre Luís Carlos Scala, difensore della Nazionale maschile di calcio del Brasile, morto nel 2007.

## Carriera

### Club
Impiegato come centrale difensivo, giunge in Italia solamente nel 2004, dopo aver trascorso l'intera carriera in Brasile eccetto una stagione nella División de Honor spagnola con il Carnicer Torrejón. In Serie A disputa tre stagioni con Brillante Roma, Luparense e Reggio. Con i veneti alza la Coppa Italia 2006 ma non la Supercoppa italiana, vinta dall'Arzignano contro i lupi.

### Nazionale
In possesso della doppia cittadinanza, tra il 2004 e il 2007 Scala ha giocato con la nazionale italiana, prendendo parte al campionato europeo 2005 concluso dagli azzurri al terzo posto. In totale, Scala ha disputato 18 incontri mettendo a segno 5 reti con l'Italia.

## Palmarès
- Coppa Italia: 1

Luparense: 2005-06